# نايجل هيتشكوك
نايجل هيتشكوك (بالإنجليزية: Nigel Hitchcock)‏ هو عازف جاز بريطاني، ولد في 4 يناير 1971 في Rustington ‏ في المملكة المتحدة.

## وصلات خارجية
- الموقع الرسمي
- نايجل هيتشكوك على موقع IMDb (الإنجليزية)
- نايجل هيتشكوك على موقع ميوزك برينز (الإنجليزية)
- نايجل هيتشكوك على موقع أول ميوزيك (الإنجليزية)
- نايجل هيتشكوك على موقع ديسكوغز (الإنجليزية)